# Zoumi
Zoumi (àrab زومي) és un municipi rural de la província d'Ouezzane de la regió de Tànger-Tetuan-Al Hoceima al Marroc. Segons el cens de 2014 tenia una població total de 40.661 persones.